# T. J. Thyne

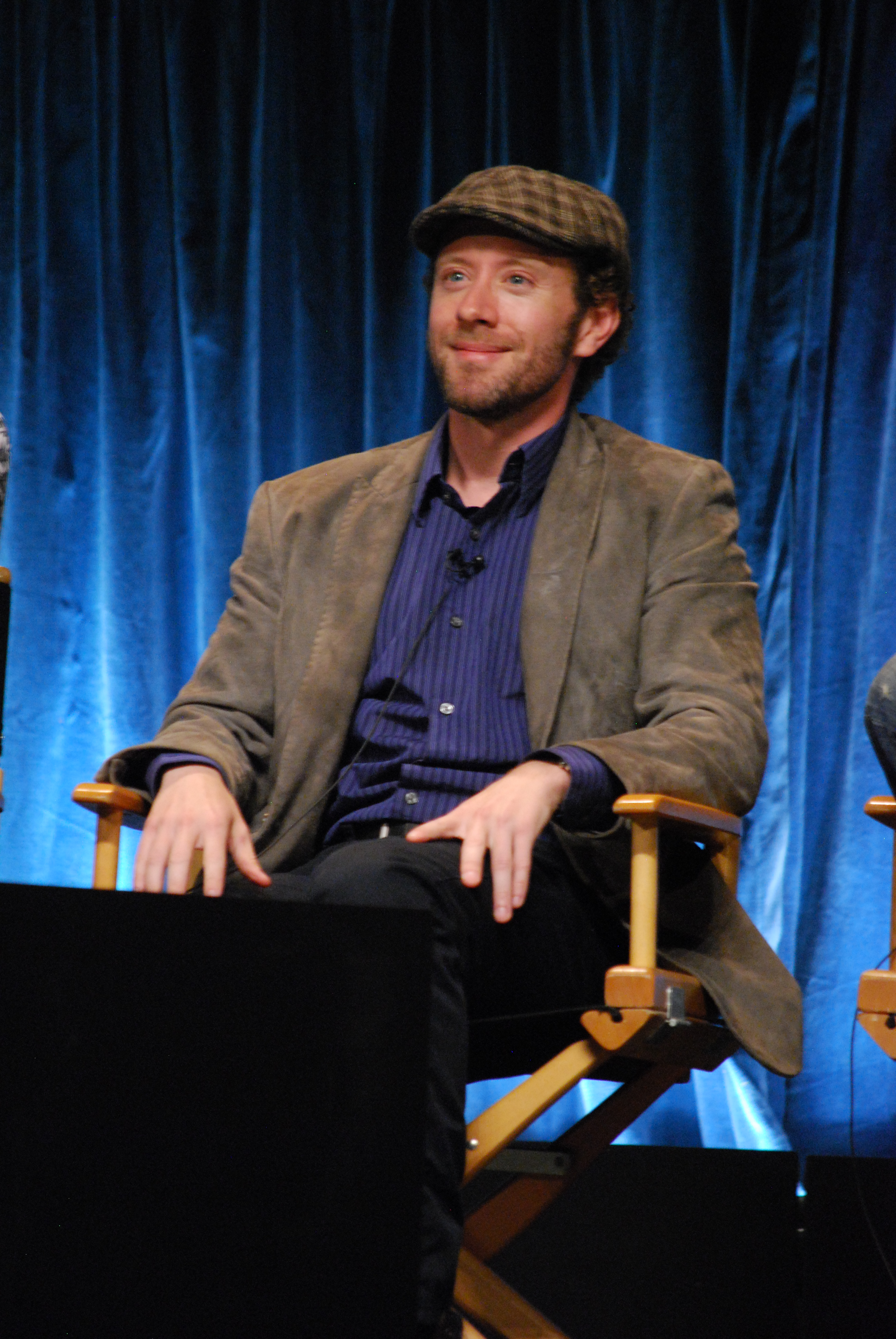
T. J. Thyne, 2012

Thomas Joseph „T. J.“ Thyne (* 7. März 1975 in Boston, Massachusetts) ist ein US-amerikanischer Filmschauspieler. Im deutschsprachigen Raum ist er bekannt durch seine Rolle des Dr. Jack Hodgins in der Fernsehserie Bones – Die Knochenjägerin.

## Leben und Karriere
Thyne besuchte die Highschool in Plano, Texas und schloss diese 1993 ab. Anschließend zog er nach Los Angeles und schrieb sich am dortigen College ein. Er studierte an der ältesten Privatuniversität Kaliforniens, der USC, Schauspiel und graduierte 1997. Während seiner Collegezeit arbeitete er in zahlreichen Filmprojekten mit, z. B. Forrest Gump, der u. a. an der USC gedreht wurde.
In seiner bisherigen Schauspielkarriere hatte er zahlreiche Gastauftritte in Filmen, u. a. Was Frauen wollen, So High und Serien wie Friends, Charmed – Zauberhafte Hexen, Nip/Tuck – Schönheit hat ihren Preis, CSI: NY, Navy CIS, Boston Legal, 24, Angel – Jäger der Finsternis und What’s Up, Dad?.
2006 war Thyne in der Hauptrolle in Kurt Kuennes vielfach preisgekröntem Kurzfilm Validation zu sehen. Vier Jahre später wurde der Independentfilm Shuffle veröffentlicht, ebenfalls unter der Regie von Kurt Kuenne und mit Thyne in der Hauptrolle.
Von 2005 bis 2017 war er neben Emily Deschanel und David Boreanaz in der auf dem Sender Fox ausgestrahlten Fernsehserie Bones – Die Knochenjägerin als Entomologe Dr. Jack Hodgins zu sehen.
Im Dezember 2013 verlobte T. J. Thyne sich auf einer Reise durch Deutschland mit dem Model Leah Park. Er wird von Sven Hasper synchronisiert.

## Filmografie (Auswahl)
- 1998: Hör mal, wer da hämmert (Home Improvement, Fernsehserie, Folge 7x19)
- 1998: Party of Five (Fernsehserie, Folge 5x01)
- 1998: Friends (Fernsehserie, Folge 5x03)
- 1998, 2002: Dharma & Greg (Fernsehserie, zwei Folgen)
- 1999: Becker (Fernsehserie, Folge 1x21)
- 1999: Jesse (Fernsehserie, Folge 1x12)
- 1999: Kenan & Kel (Fernsehserie, Folge 3x11)
- 2000: Allein gegen die Zukunft (Early Edition, Fernsehserie, Folge 4x14)
- 2000: Die Abenteuer von Rocky & Bullwinkle (The Adventures of Rocky & Bullwinkle)
- 2000: Just Shoot Me – Redaktion durchgeknipst (Just Shoot Me!, Fernsehserie, Folge 5x08)
- 2000: Walker, Texas Ranger (Fernsehserie, vier Folgen)
- 2000: Erin Brockovich
- 2000: Der Grinch (How the Grinch Stole Christmas)
- 2000: Was Frauen wollen (What Women Want)
- 2000: Titus (Fernsehserie, Folge 2x09)
- 2001: Ghost World
- 2001: So High (How High)
- 2001: Critical Mass – Wettlauf mit der Zeit (Critical Mass)
- 2001: Heartbreakers – Achtung: Scharfe Kurven! (Heartbreakers)
- 2002: Fastlane (Fernsehserie, Folge 1x06)
- 2002–2005: What’s Up, Dad? (My Wife and Kids, Fernsehserie, drei Folgen)
- 2003: Keine Gnade für Dad (Grounded for Life, Fernsehserie, Folge 4x05)
- 2003: Timecop 2 – Entscheidung in Berlin (Timecop: The Berlin Decision)
- 2003: Was das Herz begehrt (Something’s Gotta Give)
- 2003–2004: Angel – Jäger der Finsternis (Angel, Fernsehserie, drei Folgen)
- 2004–2005: Huff – Reif für die Couch (Huff, Fernsehserie, drei Folgen)
- 2004: Angel – Jäger der Finsternis (Angel, Fernsehserie, Folge 5x01)
- 2004: Navy CIS (Navy CIS, Fernsehserie, 3 Folgen)
- 2004: Cold Case – Kein Opfer ist je vergessen (Cold Case, Fernsehserie, Folge 1x20 Gier)
- 2004: CSI: Vegas (CSI: Crime Scene Investigation, Fernsehserie, Folge 4x14)
- 2004: Boston Legal (Fernsehserie, Folge 1x06)
- 2004: Charmed – Zauberhafte Hexen (Charmed, Fernsehserie, Folge 7x06)
- 2004: Jack & Bobby (Fernsehserie, Folge 1x04)
- 2004: Nip/Tuck – Schönheit hat ihren Preis (Nip/Tuck, Fernsehserie, Folge 2x14)
- 2004: Raise Your Voice – Lebe deinen Traum (Raise Your Voice)
- 2004: Without a Trace – Spurlos verschwunden (Without a Trace, Fernsehserie, Folge 3x03)
- 2005: CSI: NY (Fernsehserie, Folge 1x11)
- 2005: O.C., California (The O.C., Fernsehserie, Folge 2x12)
- 2005: 24 (Fernsehserie, Folge 4x17)
- 2005–2017: Bones – Die Knochenjägerin (Bones, Fernsehserie, 245 Folgen)
- 2006: Validation (Kurzfilm)
- 2011: Shuffle
- 2012: The Finder (Fernsehserie, Folge 1x06)
- 2019: Law & Order: Special Victims Unit (Fernsehserie, Folge 20x19)
- 2020: Grey’s Anatomy (Fernsehserie, Folgen 17x01–17x02)
- 2021: The Rookie (Fernsehserie, Folge 4x05)
- 2022: The Offer (Fernsehserie, 5 Folgen)
- 2025: High Potential (Fernsehserie, Folge 1x11)